# JPEG File Interchange Format
O Formato JPEG (JFIF) é um formato de arquivo de imagem padrão. É um formato para a troca de arquivos JPEG  codificados em conformidade com o Formato de Intercâmbio JPEG (JIF) padrão. Ele resolve alguns das limitações JIF em relação à simples arquivo JPEG  de codificação de intercâmbio. Como com todos os JIF compatível com arquivos de dados de imagem em arquivos JFIF é compactada usando as técnicas em JPEG padrão, portanto, JFIF é por vezes referido como "JPEG/JFIF".

## Finalidade
JFIF define uma série de detalhes que não são especificadas pela JPEG Parte 1 (padrãoISO/IEC É 10918-1, ITU-T Recomendação T. 81):

### Exemplo de componente de registo
JPEG permite que vários componentes (tais como Y, Cb e Cr), para ter resoluções diferentes, mas não define a forma como os diferentes amostra matrizes devem estar alinhados. A norma JFIF exige que as amostras de ser colocadas "interstitially" — significando que o decodificador pode tratar cada componente da matriz como a representação de uma matriz de tamanho igual retangular de pixels amostrados em seus centros, com cada matriz, tendo a mesma exterior fronteiras, como a imagem. Isto é conveniente para os usuários de computador, mas não é o alinhamento utilizado em MPEG-2 e a maioria dos aplicativos de vídeo.

### Resolução e relação de aspecto
O padrão JPEG não inclui qualquer método de codificação a resolução ou a taxa de aspecto de uma imagem. JFIF fornece a resolução ou a taxa de aspecto informações usando um aplicativo segmento extensão JPEG. Ele usa Segmento de Aplicativo #0, com um cabeçalho de segmento de 'JFIF\x00", e especifica que este deve ser o primeiro segmento no arquivo, de forma simples para reconhecer um arquivo JFIF. Exif das imagens gravadas por câmeras digitais geralmente não incluem este segmento, mas normalmente se cumprir em todos os outros aspectos com o JFIF padrão.